# 卡拉马斯塞尔伊
卡拉马斯塞尔伊（Kalamassery），是印度喀拉拉邦Ernakulam县的一个城镇。总人口63176（2001年）。

## 人口
该地2001年总人口63176人，其中男性31953人，女性31223人；0—6岁人口6424人，其中男3312人，女3112人；识字率84.48%，其中男性为86.72%，女性为82.19%。